# Pantoflíček

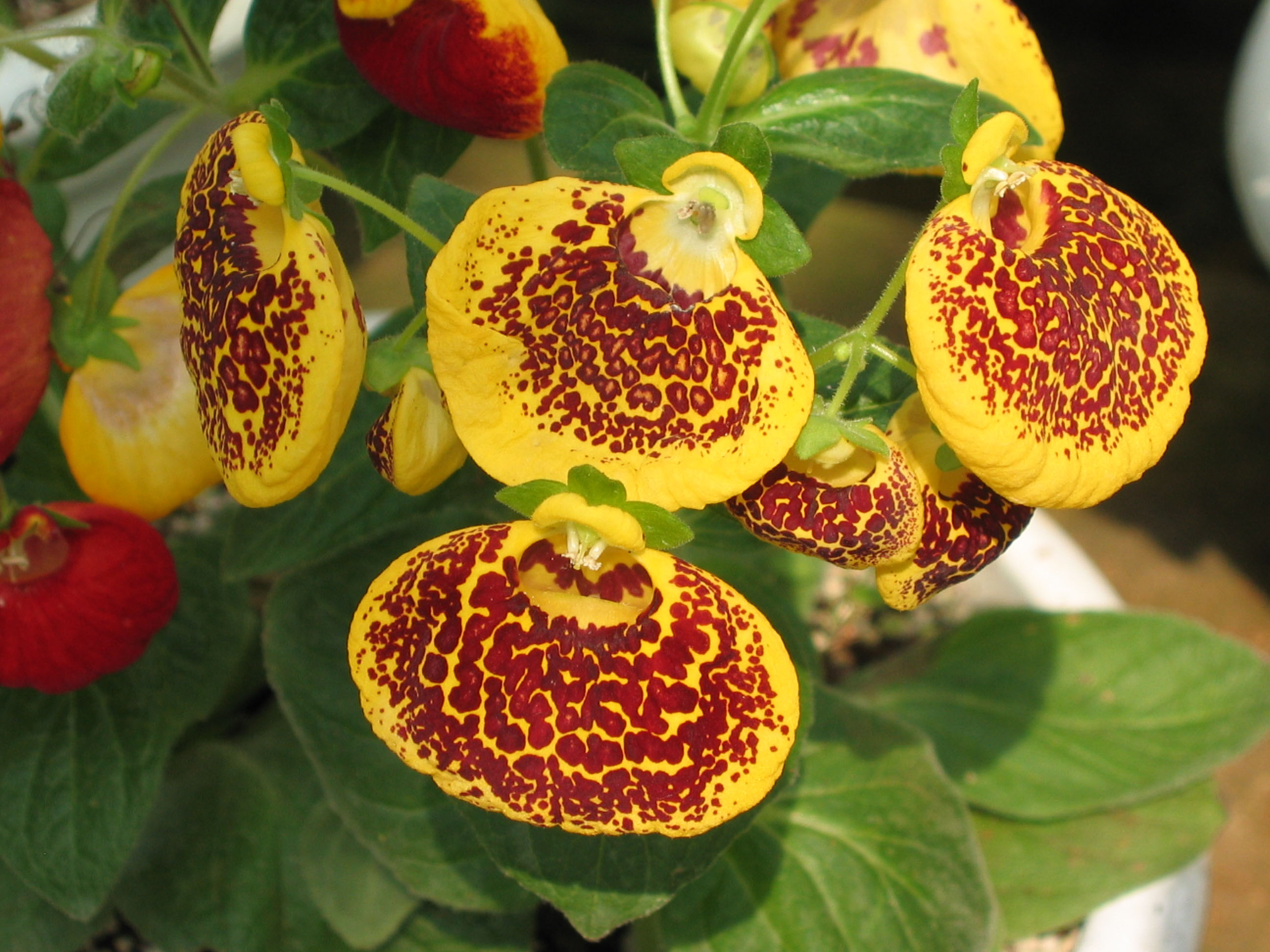
Okrasný kultivar pantoflíčku zkříženého

Pantoflíček (Calceolaria) je rod rostlin z čeledi pantoflíčkovité. Jsou to keře nebo byliny s jednoduchými vstřícnými listy a květy charakteristického bačkůrkovitého tvaru. Plodem je tobolka. Rod zahrnuje asi 268 druhů a je rozšířen výhradně v Latinské Americe. Centrum druhové diverzity je v peruánských Andách. Pantoflíčky jsou vesměs horské, chladnomilné rostliny, které pro úspěšné kvetení vyžadují kombinaci dlouhého dne a nízkých teplot.
Křížením několika jihoamerických druhů byl vytvořen pantoflíček zkřížený, který je v široké škále různých kultivarů pěstován jako okrasná rostlina.

## Popis
Pantoflíčky jsou keře nebo jednoleté či vytrvalé, někdy i popínavé byliny. Odění je složeno z jednoduchých nebo žláznatých chlupů. Listy jsou jednoduché, vstřícné, obvykle křižmostojné, přisedlé nebo řapíkaté, s celistvou nebo hluboce laločnatou až peřenosečnou, celokrajnou nebo na okraji zubatou či vroubkovanou čepelí.
Květy jsou oboupohlavné, většinou zřetelně stopkaté, uspořádané ve vrcholících skládajících složený thyrsus. Někdy je květenství redukované na jediný květ.
Kalich je složen ze 4 volných lístků. Koruna je žlutá nebo řidčeji červená, dvoupyská. Horní pysk bývá vyklenutý, kápovitý nebo výjimečně vakovitý, mnohem menší než dolní. Dolní pysk bývá nafoukle vakovitý. Peruánský druh Calceolaria triandra se odlišuje dvoulaločným horním a nenafouklým spodním pyskem a 3 tyčinkami.
Tyčinky jsou 2 a nevyčnívají z koruny. Semeník je svrchní, se dvěma komůrkami, vejcovitý až kulovitý, nesoucí jednoduchou čnělku zakončenou lehce dvoulaločnou bliznou. Plodem je přehrádkosečná tobolka.

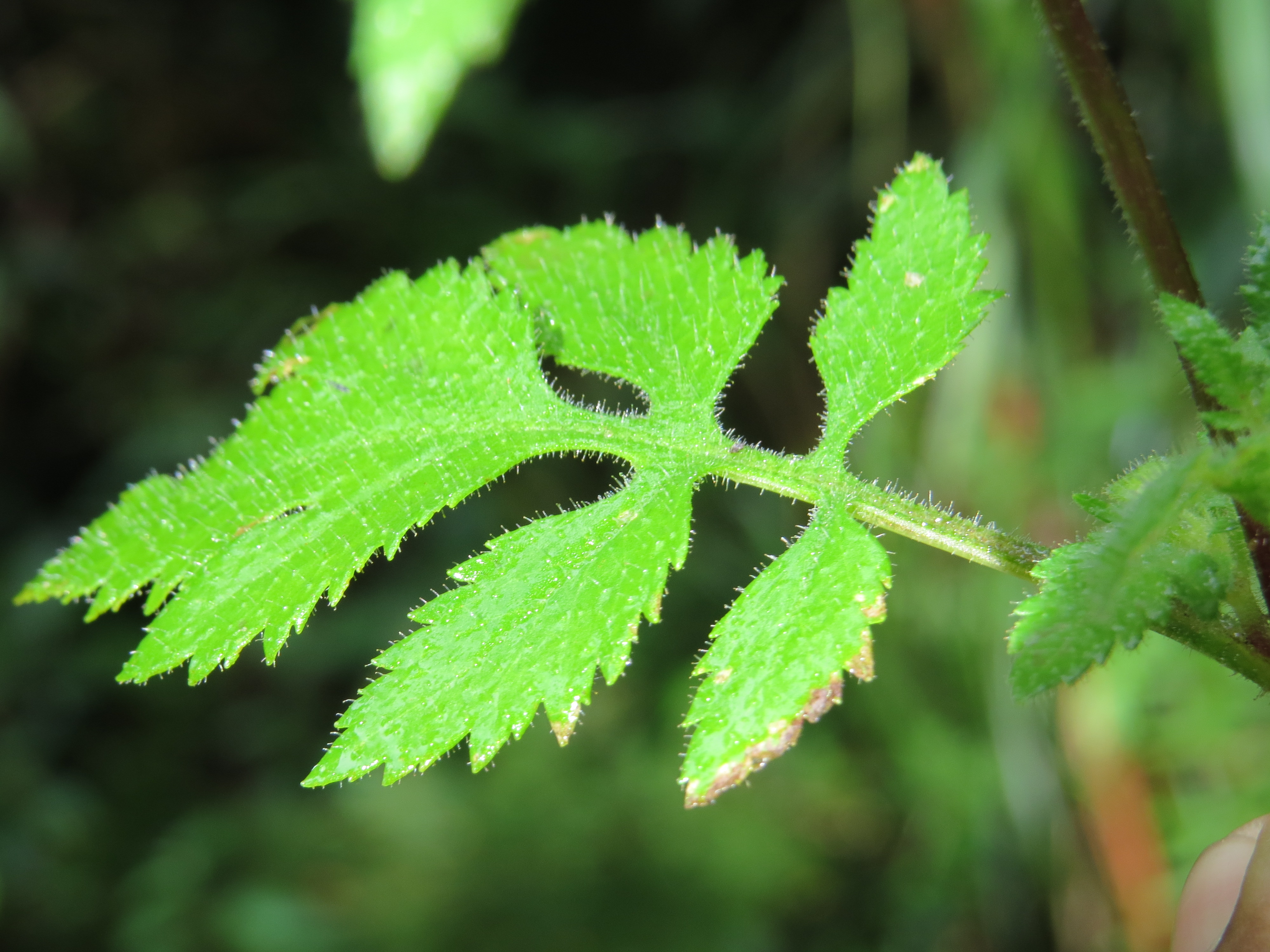
List Calceolaria mexicana
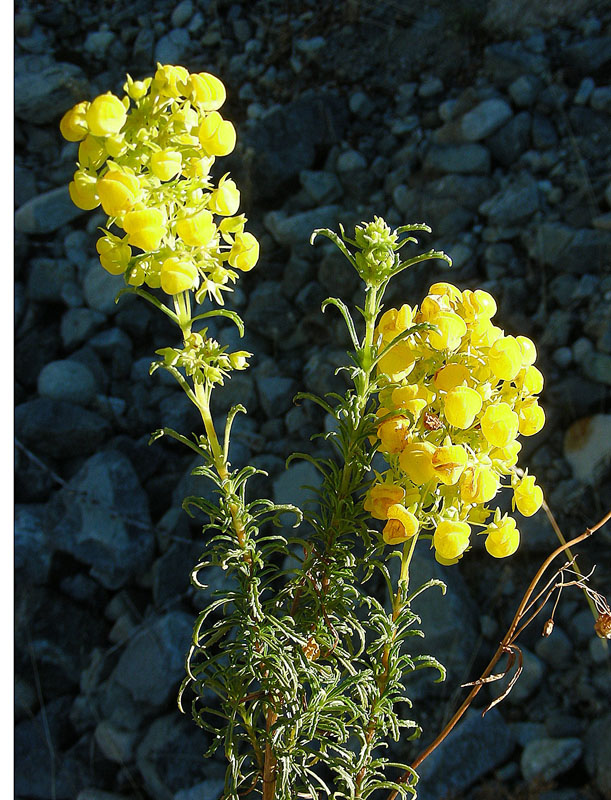
Hustá květenství Calceolaria thyrsiflora
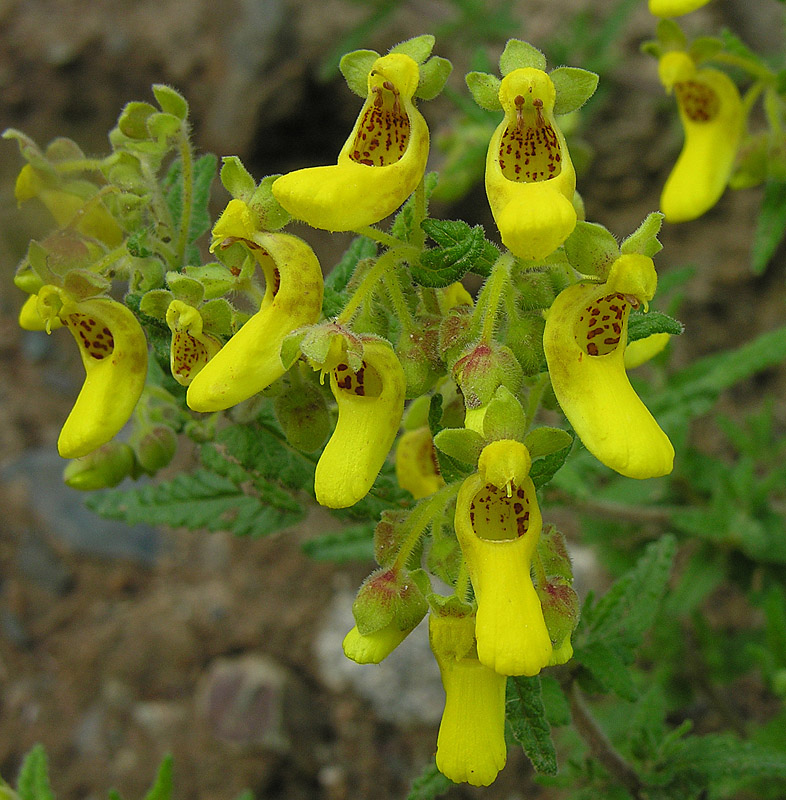
Protáhlé květy Calceolaria teucrioides
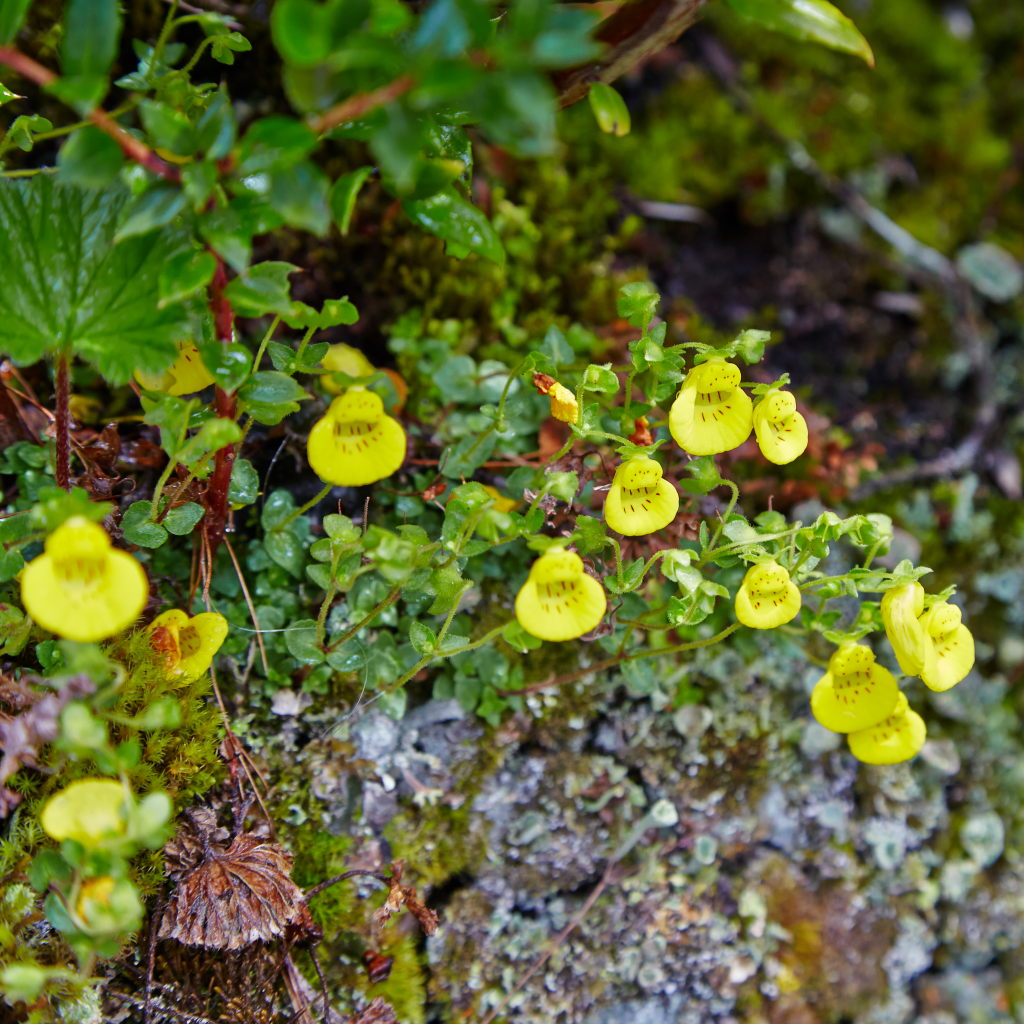
Drobný druh Calceolaria tenella
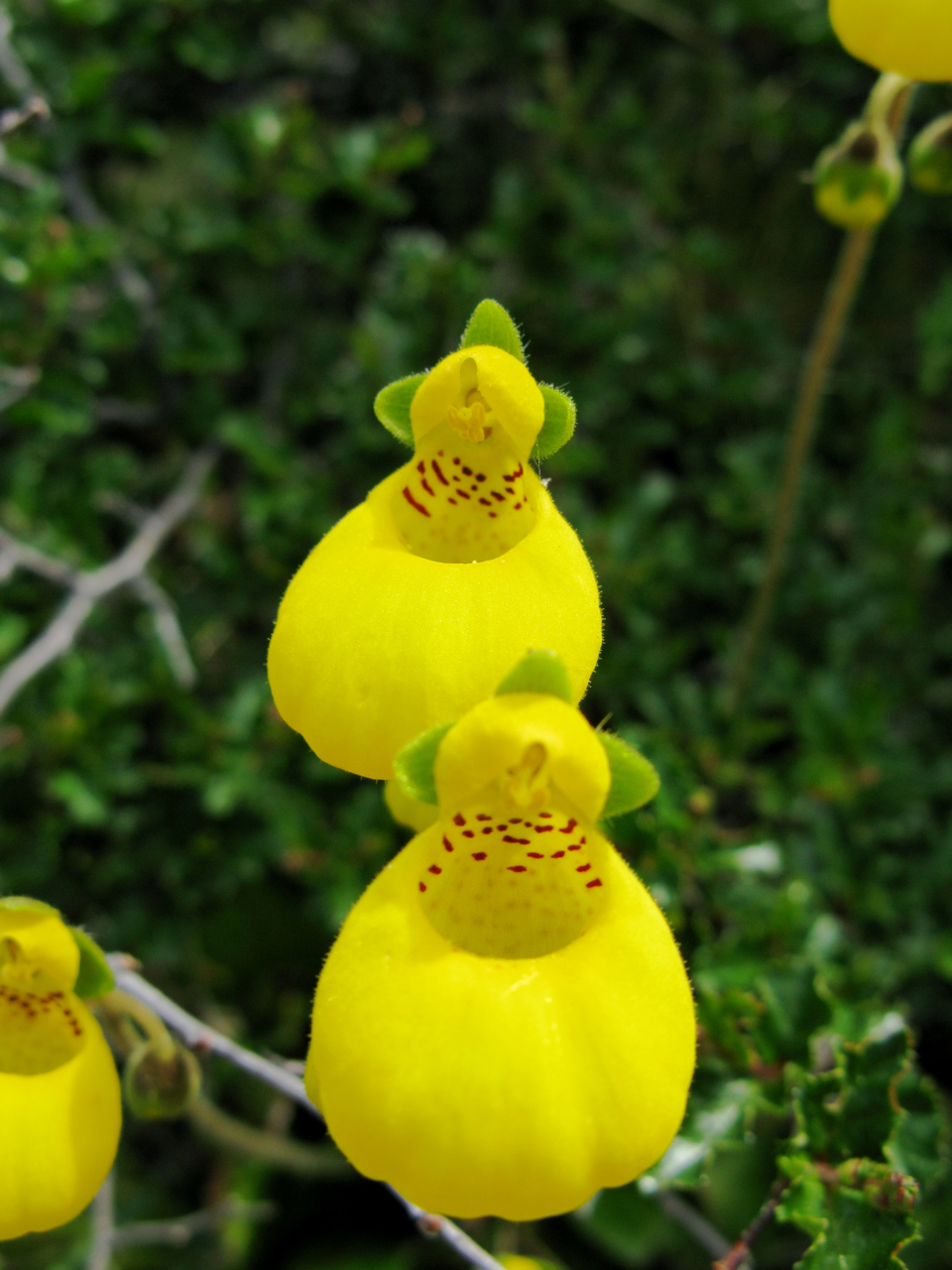
Pantoflíček dvoukvětý (Calceolaria biflora)

## Rozšíření
Rod pantoflíček zahrnuje asi 268 druhů, rozšířených výhradně v Latinské Americe.
Jeho areál sahá od jižních oblastí pohoří Sierra Madre Occidental ve středním Mexiku až po Ohňovou zemi na samém jihu Patagonie. Zahrnuje i Falklandy a Galapágy. Většina druhů roste v horách v nadmořských výškách od 2000 po 4000 metrů. V temperátních jižních oblastech Chile a Argentiny dosahuje několik druhů mořského pobřeží. Centra druhové diverzity jsou v severním Peru a ve středním Chile.
Druh Calceolaria tripartita se jako plevel rozšířil v horských oblastech tropů a subtropů téměř celého světa.
Areál rodu je předělen migračními bariérami, přes které se pantoflíčky při svém šíření těžko dostávaly. Jednou z nich je údolí Huancabamba v severním Peru, další poušť Atacama. Tyto dvě bariéry rozdělují areál rodu na severní, střední a jižní část. Podobně je tomu i u některých jiných horských jihoamerických rodů, jako je bomarea (Bomarea), kastileja (Castilleja), alonsoa (Alonsoa) nebo Mutisia.
Pantoflíčky jsou charakteristickou složkou různých typů andské horské a vysokohorské vegetace. Pod hranicí lesa se vyskytují zejména v horském mlžném lese (yungas) a jej nahrazující druhotné křovinné vegetaci. V severní části jihoamerického areálu rostou také v primární vlhké křovinné vegetaci při horní hranici lesa. V alpínských biotopech se vyskytují jak ve vlhkém páramu, tak i jižněji v extrémním, sezónně suchém biotopu puna, a rovněž v přechodovém biotopu, známém jako jalca. V alpínském bezlesí často tvoří porosty na vlhkých místech podél vodních toků, v mokřinách a podobně. Několik druhů je svým výskytem vázáno na nižší polohy (200 až 800 m) při západním pobřeží Peru a severního Chile, kde obývají suchý biotop známý jako lomas, v němž vegetace získává vláhu z mlh přicházejících od Tichého oceánu.

## Ekologické interakce

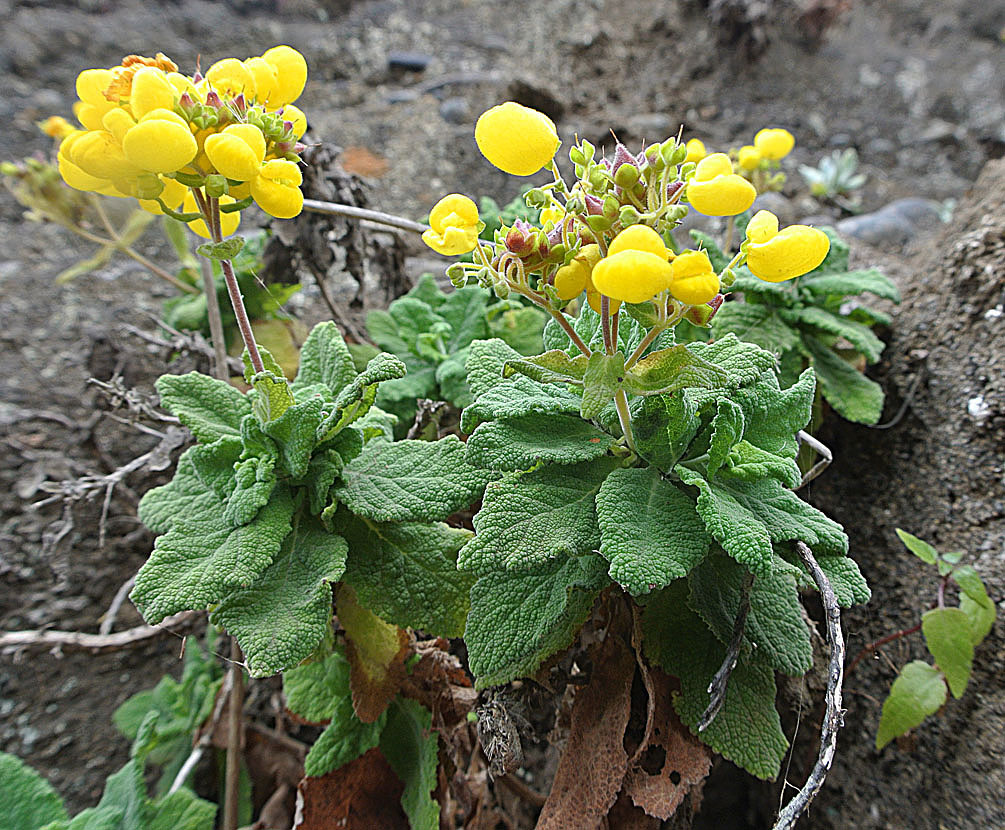
Pantoflíček celolistý (Calceolaria integrifolia) ve středním Chile

Květy pantoflíčků jsou opylovány specializovanými druhy včel, kterým jako protihodnotu neposkytují nektar, ale vedle pylu také olej. Samoopylení je zabráněno protogynií, blizna dozrává a stává se receptivní 2 až 5 dní před otevřením prašníků, a v mnohých případech i uspořádáním tyčinek a čnělky. U některých druhů může docházet k samoopylení v závěrečné fázi kvetení v průběhu opadu koruny.
Olej se tvoří ve specializovaných žlázkách (elaioforech), které mají podobu hustého porostu trichomů, nacházejícího se na dovnitř zahnutém laloku spodního pysku koruny.
Tyto květy opylují specializované samotářské včely z rodů Centris, Chalepogenus a Tapinotaspis, sbírající olej. Areál rozšíření pantoflíčků se téměř v celém rozsahu (mimo Severní Ameriky) překrývá s areálem těchto druhů opylovačů.
Oba rody včel jsou velmi odlišné ve velikosti těla i chování, a s tím souvisí i existence dvou rozdílných základních typů olej produkujících květů u pantoflíčků. Pro květy opylované včelami rodu Centris je charakteristické široké ústí koruny, které může být buď volné nebo více či méně překryté nafouklým spodním pyskem. Pyl je přenášen na hřbetní nebo zadní část těla hmyzu při jeho snaze dostat se do květu. Naproti tomu květy druhů opylovaných drobnými včelami rodů Tapinotaspis a Chalepogenus bývají menší, s plochým nebo shora zploštělým spodním korunním pyskem a drobným kulovitým horním pyskem s úzkým, volně přístupným otvorem. Pyl se lepí hmyzu na hlavu či hřbet.
Asi pětina druhů pantoflíčků nevytváří olej a opylovačům nabízejí pouze pyl. Navštěvují a opylují je odlišné druhy hmyzu, zejména čmeláci.
Semena nemají žádný specializovaný způsob šíření, s čímž souvisí i malá velikost areálů celé řady druhů, nezřídka omezených pouze na jedno horské údolí nebo horský masiv.

## Taxonomie

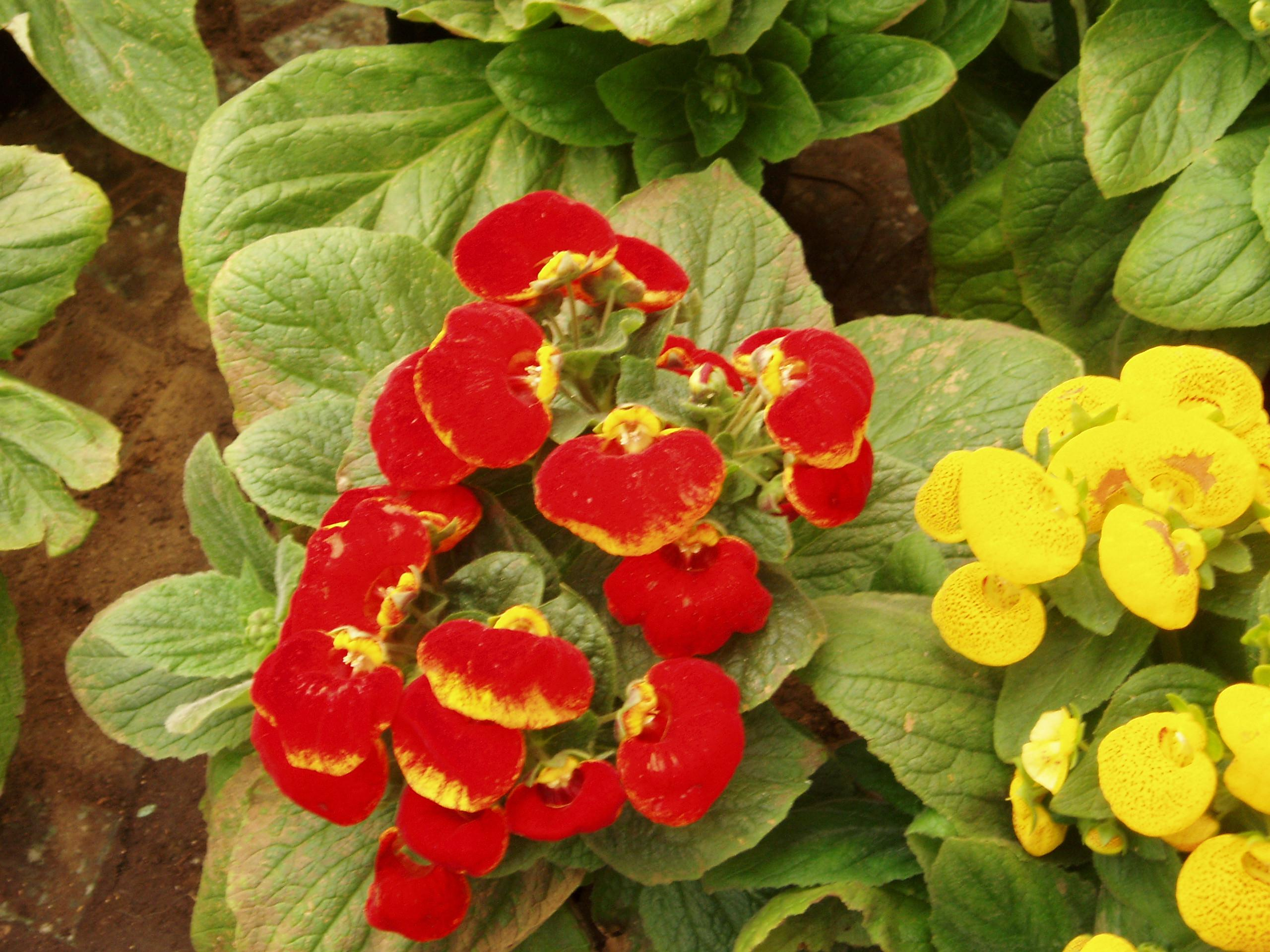
Pantoflíček

Rod Calceolaria byl v minulosti řazen do čeledi Scrophulariaceae, z níž byl v systému APG II v rámci reorganizace řádu Lamiales přeřazen spolu se sesterským rodem Jovellana do čeledi Calceolariaceae.
Peruánský druh Calceolaria triandra byl v minulosti na základě odlišné morfologie květů (tři tyčinky, zvláštní utváření koruny) řazen do samostatného rodu Porodittia, případně Stemotria. Výsledky fylogenetických analýz však ukázaly, že se tento taxon nachází uvnitř vývojového stromu rodu Calceolaria, který by tak činil polyfyletickým.
Rod je dále dělen na 3 podrody (subgen. Calceolaria, Cheiloncos, Rosula) a 15 sekcí.

## Prehistorie
Rod Calceolaria vznikl na jihu Jižní Ameriky nebo v Antarktidě a od sesterského rodu Jovellana se odštěpil v období třetihor. Na sever začal postupovat až po vyvrásnění And. Vhodné biotopy se zde v tropických zeměpisných šířkách začaly vytvářet v období pozdního pliocénu až raného pleistocénu.

## Zástupci
- pantoflíček celolistý (Calceolaria integrifolia)
- pantoflíček dvoukvětý (Calceolaria biflora)
- pantoflíček jižní (Calceolaria crenata)
- pantoflíček mnohokořenný (Calceolaria polyrrhiza)
- pantoflíček zkřížený (Calceolaria × herbeohybrida, syn. C. × hybrida)[6]

## Význam

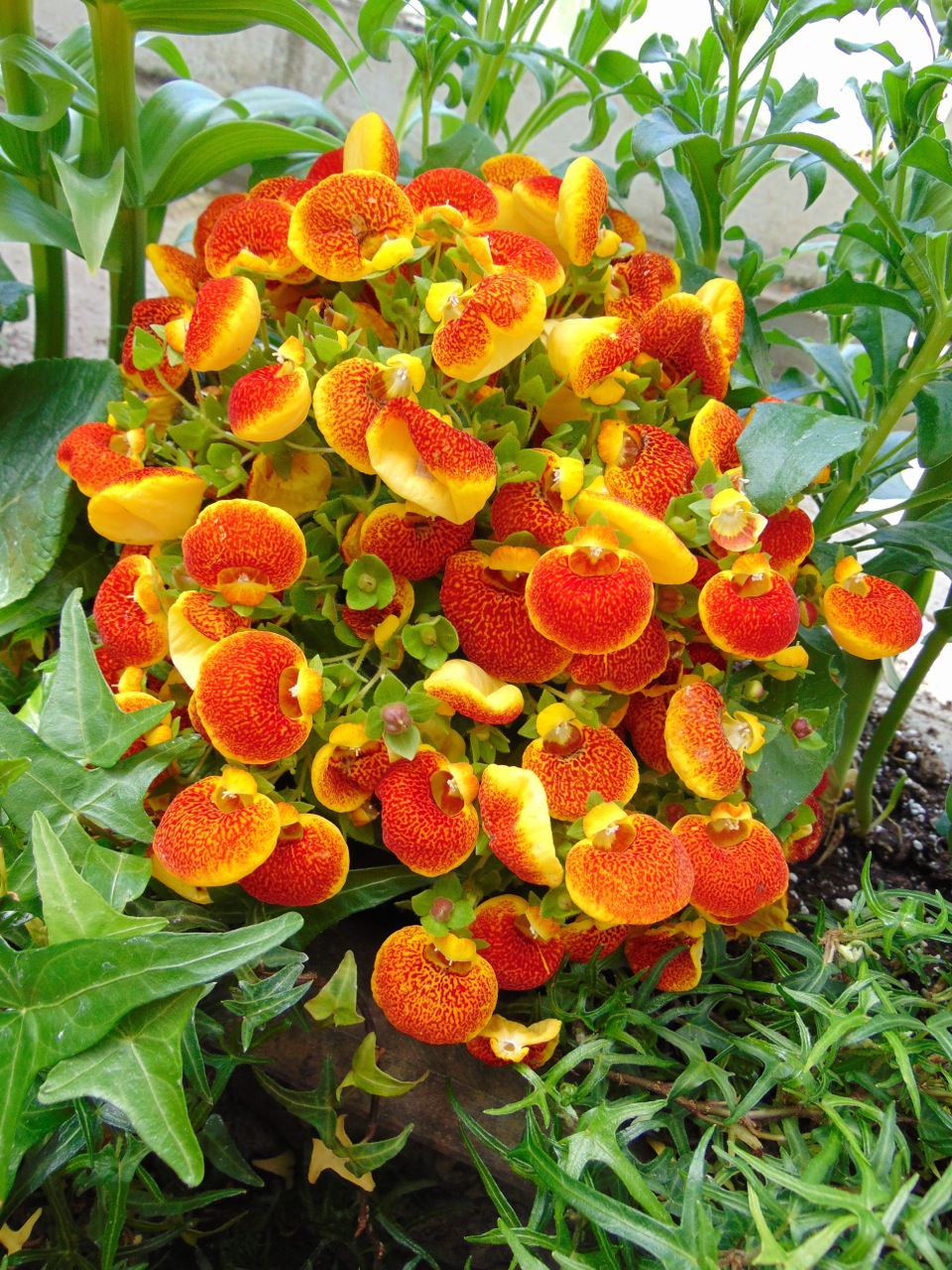
Okrasný kultivar pantoflíčku zkříženého

Okrasné kultivary pantoflíčku zkříženého (Calceolaria × herbeohybrida, syn. C. × hybrida) jsou komerčně pěstovány a prodávány jako krátkověké pokojové rostliny. Jedná se o šlechtěné křížence několika jihoamerických druhů, konkrétně C. arachnoidea, C. purpurea a C. crenatiflora. Podle vzrůstu a velikosti květů jsou tyto kultivary rozdělovány do 4 skupin:
- Group 'Grandiflora' – vysoké rostliny (30 až 40 cm) s velkými květy (2,5 až 5 cm).
- Group 'Grandiflora Primula Compacta' – rostliny středního vzrůstu (asi 20 cm) s velkými květy (5 cm).
- Group 'Multiflora' – rostliny středního vzrůstu (25 až 30 cm) s květy o velikosti asi 4 cm.
- Group 'Multiflora Nana' – nízké až středně vysoké rostliny (15 až 30 cm) s menšími květy o velikosti 1,3 až 2,5 cm.[7]

Některé druhy jsou občas pěstovány jako chladnomilné skalničky.
Medicínský význam pantoflíčků je spíše okrajový. Nať je v Andách používána při zánětech.
Nálev z listů Calceolaria stellariifolia slouží v Chile k prohřívání těla.

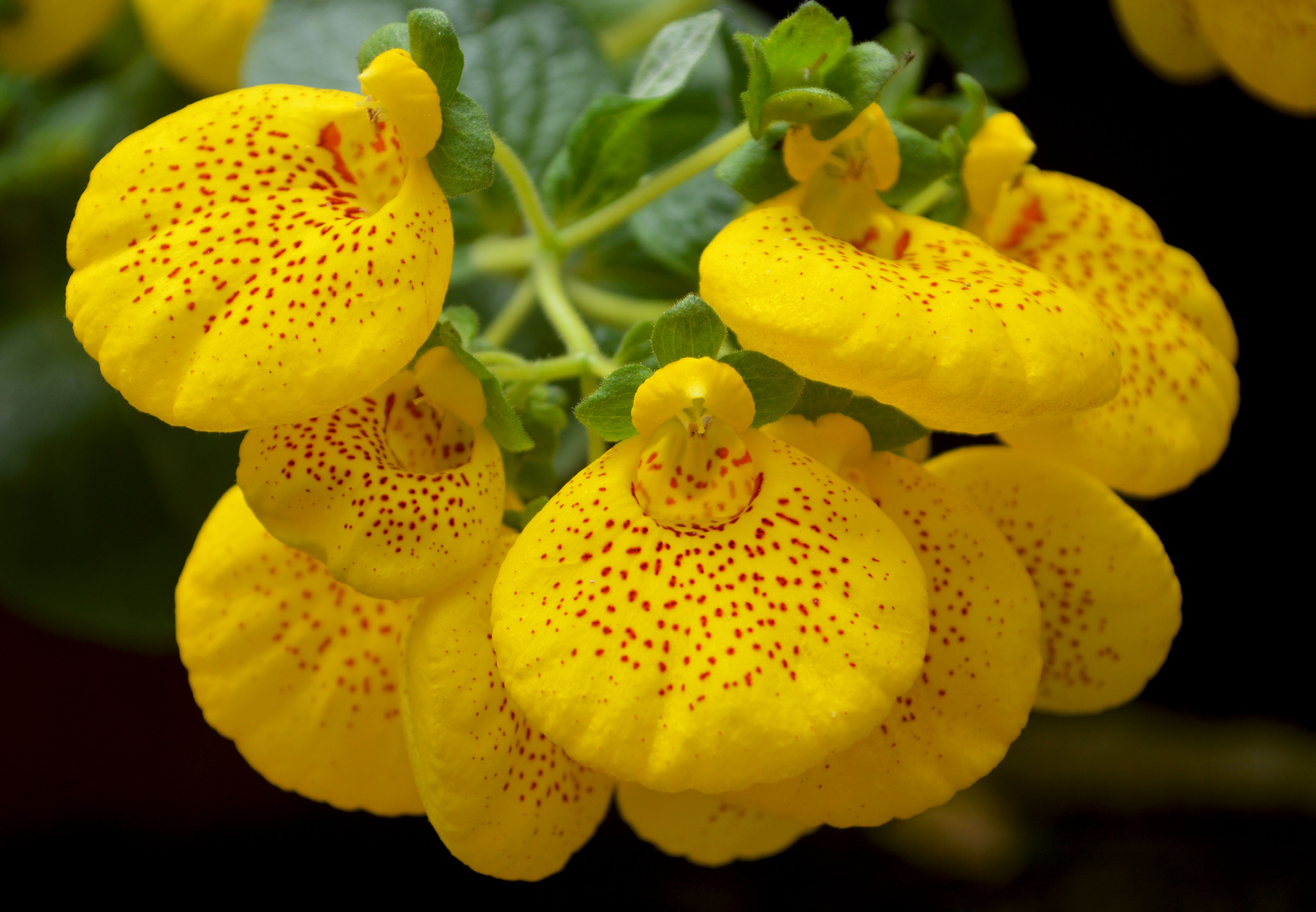
Okrasný kultivar pantoflíčku zkříženého
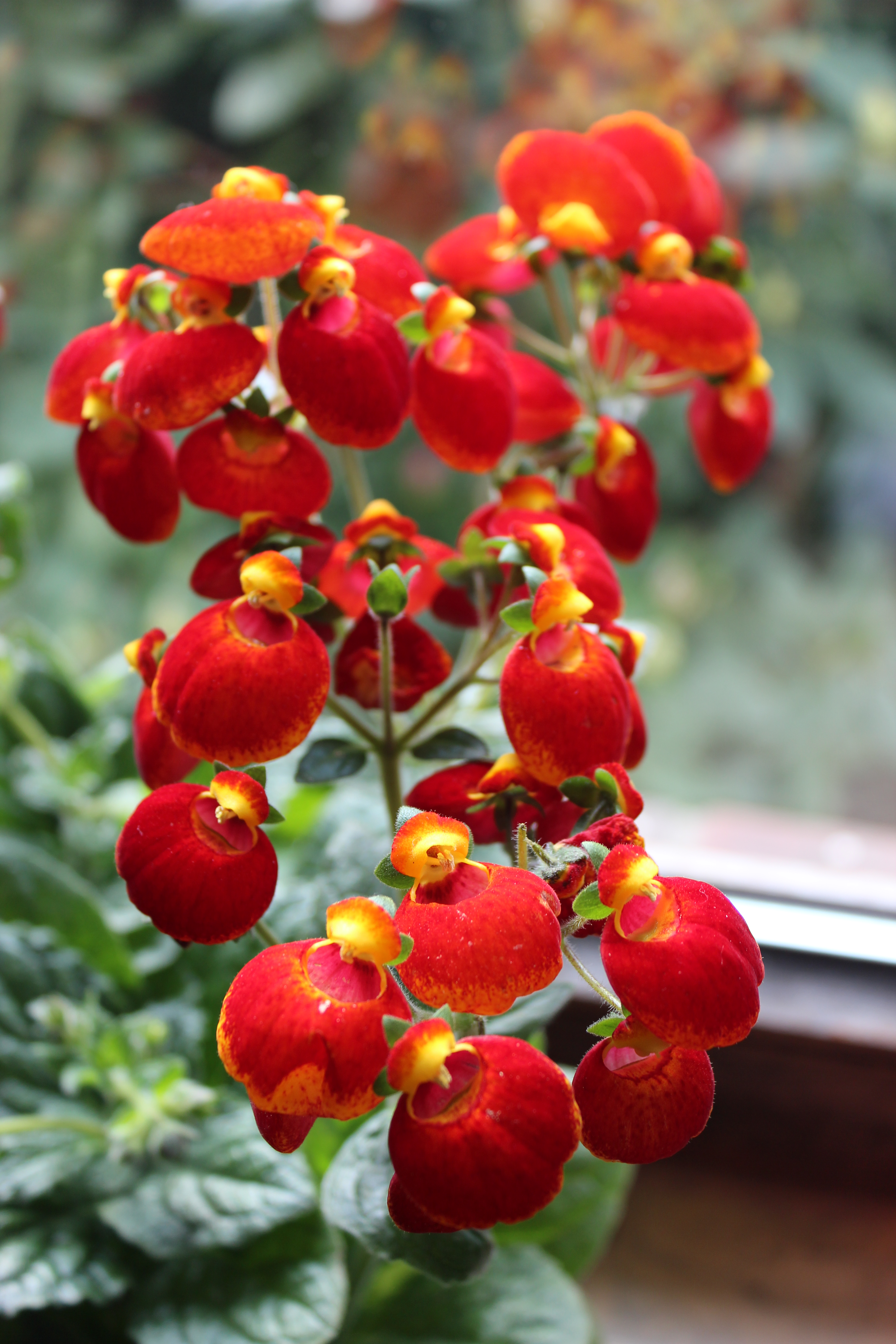
Okrasný kultivar pantoflíčku
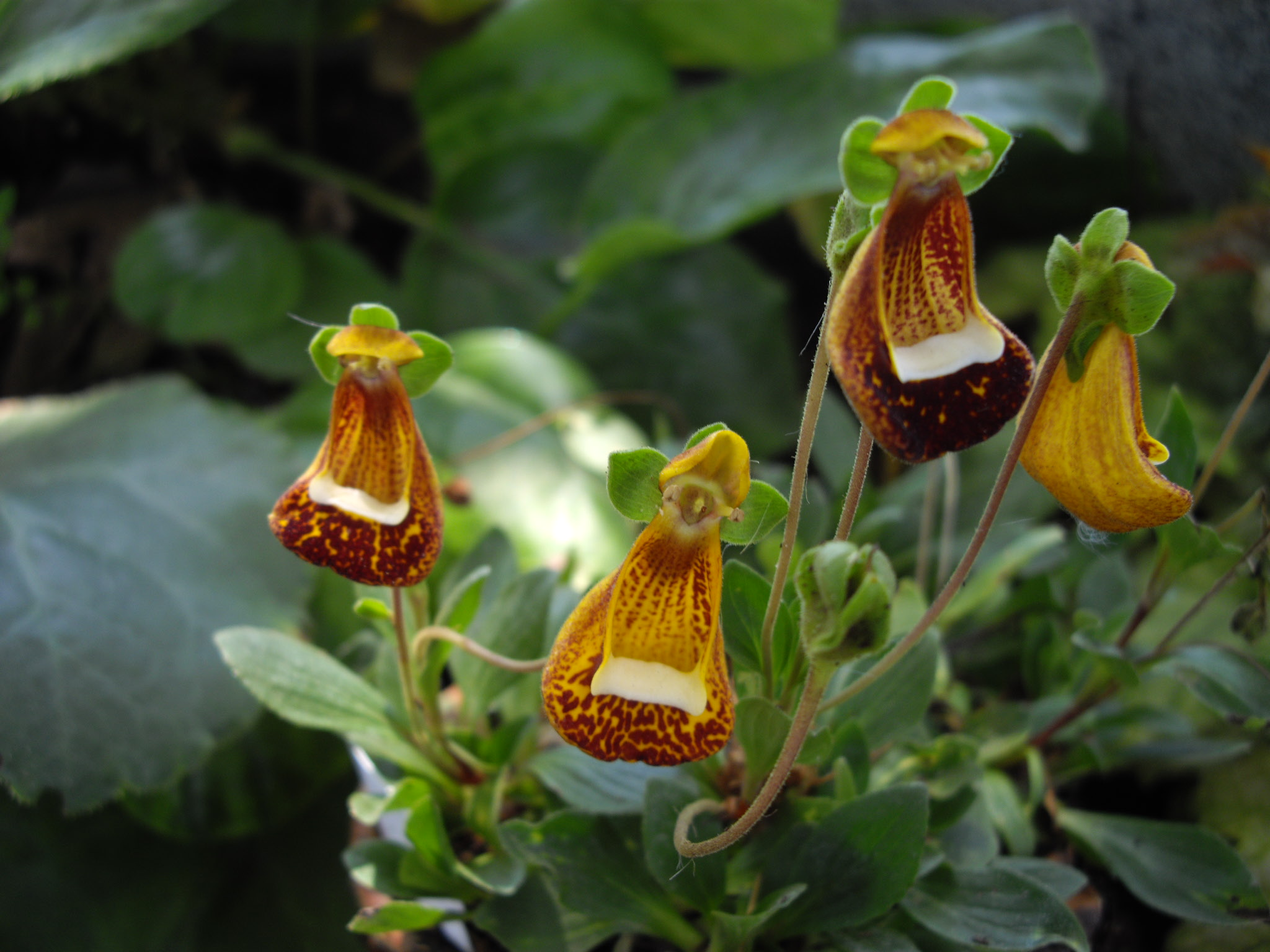
Calceolaria 'Walter Shrimpton'

## Pěstování
Rostliny jsou relativně málo náročné na živiny. Jsou citlivé na větší obsah amonných iontů včetně močoviny, hnojivo by proto mělo obsahovat dusík pouze v dusičnanové formě. Sazenice je zapotřebí pěstovat tak, aby se sousední rostliny nedotýkaly listy, jinak se vytahují do výšky. Na rostliny pro komerční produkci bývají aplikovány inhibitory růstu. Nejčastějšími škůdci jsou molice, mšice a roztoči. V převlhčeném prostředí může docházet k hnilobě kořenů. Při zálivce by se neměly namáčet listy.
Kvetení pantoflíčků je ovlivňováno teplotou, délkou dne a intenzitou světla. Pro nakvétání jsou optimální teploty mezi 8 a 10 °C, zatímco vyšší teploty vyšší než 17 °C jej inhibují. Obecně rostliny nevykvetou, pokud nejsou umístěny alespoň 6 týdnů v teplotách pod 15 °C. Jsou to dlouhodenní rostliny, kritická hranice pro kvetení je 14 až 15 hodin denního světla. Pro iniciaci kvetení je třeba alespoň 10 dlouhých dní.
Byly však vypěstovány i kultivary nezávislé na délce dne nebo chladné periodě, například ze skupiny 'Anytime Series'.
Pantoflíčky se množí semeny. Semena klíčí na světle při teplotách asi 20 až 22 °C a vysévají se na povrch jemného výsevního substrátu. Výsevní substrát by měl být mírně kyselý (pH 5,7 až 6,5).